# АдС/КХД-соответствие
В теоретической физике, под АдС/КХД соответствием (Анти-де Ситтер/Квантовая Хромодинамика), называемым также «голографическая КХД», имеют ввиду большой набор модельных подходов для описания физики сильных взаимодействий в терминах некоторой дуальной теории гравитации в пятимерном пространстве-времени. Подход мотивирован АдС/КТП соответствием в теории струн и является попыткой описать КХД в режиме сильной связи следуя принципам АдС/КТП соответствия, хотя квантовая хромодинамика не является конформной теорией поля. Предполагается, что голографическое соответствие может выполняться и для не конформных и не суперсимметричных теорий поля, в этом случае дуальная теория гравитации модифицируется, но сам «язык» соответствия не меняется. Многочисленные модели в данном подходе, по сути, представляют собой попытки угадать эту модификацию. При этом основным критерием успешности модели является согласие вычислений с эмпирическими данными.
Голографический подход к сильным взаимодействиям можно разделить на две большие ветви — «top-down» и «bottom-up». В первом стартуют с теории струн, вводя нарушение конформной инвариантности с помощью определённых конструкций из бран, примером является модель Сакаи-Сугимото. Во втором стартуют с феноменологических лагранжианов предполагаемых дуальных теорий в пятимерном пространстве анти-де Ситтера или его модификаций, примерами моделей такого сорта являются голографические модели с «жесткой» и «мягкой» стенками. В них под «стенкой» имеется ввиду введение массового масштаба путем грубого или «мягкого» обрезания по дополнительной («голографической») пространственной координате, которая в голографических моделях имеет физический смысл обратного масштаба энергии. С феноменологической точки зрения (отношение числа параметров к количеству предсказаний), подход оказался неожиданно успешным, чем привлек большое внимание. В настоящее время, голографический подход к КХД применяется ко многим задачам в феноменологии сильных взаимодействий, обзоры результатов приведены в специализированных статьях.
Интерес к АдС/КХД соответствию вызван тем, что основные явления в физике адронов, определяющие свойства ядерной материи, происходят в режиме сильной связи. Аналитическое описание квантовых систем в таком режиме является очень трудной задачей. Как правило, решение получить не удается. Основная проблема состоит в том, что нельзя пользоваться стандартной теорией возмущений, а универсальных аналитических непертурбативных (то есть, не основанных на теории возмущений) методов не разработано. Поэтому идея того, что трудную теорию поля можно, в каких-то случаях, заменить относительно простой гравитационной теорией с дополнительным пространственным измерением, дала надежду продвинуться в описании непертурбативных сильных взаимодействий.